# Lowick (Northamptonshire)
Lowick is een civil parish in het bestuurlijke gebied East Northamptonshire, in het Engelse graafschap Northamptonshire met 298 inwoners.